# Erythrophleum teysmannii
Erythrophleum teysmannii är en ärtväxtart som först beskrevs av Wilhelm Sulpiz Kurz, och fick sitt nu gällande namn av William Grant Craib. Erythrophleum teysmannii ingår i släktet Erythrophleum och familjen ärtväxter. Inga underarter finns listade i Catalogue of Life.